# PricewaterhouseCoopers
PricewaterhouseCoopers (PwC, произнася се „ПрайсуотърхаусКупърс“) е международна мрежа от компании, предлагащи услуги в областите консултинг и одит. Под „PricewaterhouseCoopers“ се разбират компаниите, съставящи мрежата компании PricewaterhouseCoopers International Limited, всяка от които е самостоятелно юридическо лице. Брандът съществува в продължение на над 160 години и влиза в така наричаната голяма четворка от одиторски компании. Централният офис на мрежата се намира в Лондон.

## История
PwC е образувана през 1849 г. в Лондон, а през 1998 г. в резултат от сливането на компаниите Price Waterhouse и Coopers & Lybrand получава днешното си название.
През април 2011 г. ръководството на PricewaterhouseCoopers признава вината на компанията при провеждането на некачествен одит на индийската компания Satyam Computer Services (одиторите не откриват измамната схема, посредством която ръководството на компанията причинява многомилионни щети на собственика ѝ). PwC се съгласява да изплати 7,5 млн. щ.д. глоба на американските регулаторни органи и 18 млн. щ.д. компенсация на собственика на индийската компания.

## Собственици и ръководство
В САЩ PwC присъства като партньорство с ограничена отговорност и е третата в страната частна организация по обем на приходите.

## Корпоративна култура
PwC влиза в рейтинга на 100-те най-добри работодатели в САЩ, който всяка година публикува списание Fortune. В рейтинга за 2013 г. тя заема 81-во място (през 2012 – 49-о).

## Дейност
Мрежата на PricewaterhouseCoopers наброява около 770 офиса в 158 страни. През 2006 г. 425 компании от световния рейтинг на корпорациите FT Global 500, съставян от Financial Times, са клиенти на PricewaterhouseCoopers.
В PwC работят около 295 хил. служители. Приходите на PricewaterhouseCoopers за 2021 г. възлизат на 45,1 млрд. щ.д.

## PwC в България

### История
PwC започва дейност в България през 1992 година, малко след началото на икономическите реформи в страната. Първоначално компанията предлага основно одиторски услуги, но с годините разширява своята дейност в различни бизнес направления.
- Главен офис: София, Адрес: бул. „Цар Освободител“ № 10, София 1000
- PwC има също така дейност и в други големи градове чрез проекти и партньорства.

#### Услуги в България
В България PwC предлага широка гама от услуги, включително:
- Одит и гаранционни услуги – независим финансов одит и вътрешен контрол
- Данъчни консултации – корпоративно и международно данъчно планиране
- Бизнес консултации – управление на рискове, дигитална трансформация, устойчиво развитие
- Човешки ресурси и обучение – чрез Академията на PwC, включително обучение по IFRS, ACCA и лидерски умения

#### Клиенти и сектори
PwC България работи с компании от различни отрасли – финансови институции, енергетика, бързооборотни стоки, фармацевтика, телекомуникации и държавни институции. 